# 文遜家族
文遜家族（英語：Manson Family）是於1960年代末在加利福尼亞州建立的一個公社以及公認的邪教團體，由查理斯·文遜所領導的，該團體由大約100名追隨者組成，他們過著非常規的生活並習慣性使用致幻毒品。大多數的團體成員都是來自中產階級背景的年輕女性，其中許多人被文遜的教導而變得激進，並被嬉皮士文化和集體生活所吸引。
文遜在1967年因輕罪而出獄後，文遜家族便搬到了三藩市，後來到了聖費爾南多谷一個廢棄的牧場。文遜的追隨者也包括一個小而忠誠的小組，其中大部分是令人印象深刻的年輕女人和女孩。根據小組成員蘇珊·阿特金斯的說法，他們毫不懷疑地開始相信文遜所聲稱他是耶穌的具體化，也相信他對即將到來的天啟末日式種族戰爭的預言是真的。
在查理斯·文遜的指令下，泰克斯·沃特森、蘇珊·阿特金斯、琳達·卡薩比安和帕特里夏·克倫溫克爾在1969年8月9日謀殺了女演員莎朗·蒂和另外四人之後，他們得到了國內和國際性的惡名昭彰。組織的成員還負責其他一些謀殺、毆打、輕微犯罪和偷竊事件。